# Jack Riggs
Jack Timothy Riggs (* 1954 in Coeur d’Alene, Idaho) ist ein US-amerikanischer Politiker und Mediziner. Zwischen 2001 und 2003 war er Vizegouverneur des Bundesstaates Idaho.

## Werdegang
Das genaue Geburtsdatum von Jack Riggs ist nicht überliefert. Er studierte bis 1976 an der University of Idaho. Nach einem anschließenden Medizinstudium an der University of Washington und seiner Zulassung als Arzt begann er in diesem Beruf zu arbeiten. Politisch schloss er sich der Republikanischen Partei an. Für einige Zeit gehörte er dem Senat von Idaho an.
Nach dem Rücktritt von Vizegouverneur Butch Otter, der in das US-Repräsentantenhaus gewählt worden war, wurde Riggs von Gouverneur Dirk Kempthorne zu dessen Nachfolger ernannt. Er übte dieses Amt zwischen dem 30. Januar 2001 und dem 6. Januar 2003 aus. Im Jahr 2002 unterlag er bei dem Versuch einer Wiederwahl in den republikanischen Vorwahlen. Danach wurde er Mitglied im Gesundheits- und Wohlfahrtsausschuss des Staates Idaho. Er ist auch Vorstandsvorsitzender der im Jahr 2005 gegründeten Firma Pita Pit USA, Inc.